# Parastasia marginata
Parastasia marginata är en skalbaggsart som beskrevs av Jean Baptiste Boisduval 1835. Parastasia marginata ingår i släktet Parastasia och familjen Rutelidae. Inga underarter finns listade i Catalogue of Life.